# Les Larmes de Tlaloc
Les Larmes de Tlaloc est le sixième tome de la série de bande dessinée L'Épervier. Cet épisode marque la fin du cycle 1.

## Synopsis
Sur la route de Cayenne, les fers aux pieds et sous bonne escorte, Yann de Kermeur est en bien fâcheuse posture. Accusé du meurtre du comte de Kermellec, L'Épervier entend bien plaider son innocence. Mais pour en collecter les preuves, il lui faut au plus vite tromper la vigilance de ses gardiens et recouvrer sa liberté. Sans oublier d'emmener avec lui Agnès, sa compagne d'infortune, qui semble en savoir long sur l'identité du vrai coupable… et dont les charmes ne le laissent pas indifférent. Agnès, qui cache sur elle un précieux carnet qui révèle enfin l'emplacement d'un fabuleux trésor que beaucoup croyaient perdu à force de l'avoir cherché en vain. À commencer par ses ravisseurs, le marquis de la Motte et le vicomte de Villeneuve, son propre cousin…

## Personnages
- Yann de Kermeur
- la comtesse Agnès de Kermellec et sa camériste Perrine
- Hervé de Villeneuve : cousin d'Agnès
- Marquis de la Motte de Kerdu
- Marion : initialment amoureuse de Yann et qui finalement part se marier avec un riche marchand
- Cha-Ka : indien, frère de sang de Yann
- Main de fer : homme de l’Épervier
- Asani : esclave noir maltraité par son maître, il est racheté par Yann qui lui offre la liberté.

## Lieux
L'histoire débute dans la forêt guyanaise, en pleine saison des pluies. Cependant les personnages se croiseront non seulement dans l'adversité de l'enfer vert, mais aussi dans l'habitation Loyola à Remire-Montjoly, chez le gouverneur et sur le vieux port à Cayenne. Le dénouement aura lieu à Kermellec, là où tout a commencé.